# ヒート (イラク)
ヒート、もしくはヒット（英語：Hit, Heet、アラビア語：هيت, Hīt）は、イラクのアンバール県の都市。ユーフラテス川沿いに位置し、州都ラマーディーの北西にある。ヒート郡の行政首都である。中部地方の主要都市で、人口は10万人超。

## 概要
ユーフラテス川をまたがる小さな城壁に囲まれており、古代都市イスの跡地の2つの塚の上に築かれた城郭都市であった。古代からビチューメン（アスファルト）の井戸で知られ、井戸から採れたビチューメンは、3000年以上前のバビロンの建設や、船のコーティング材などに使われた。また、アッシリアの辺境要塞でもあった。現在は、農産物市場が中心となっている。地中海への石油パイプラインがヒート周辺のユーフラテス川を渡って通っている。河川交通が衰退する以前は、この川の航行の拠点であった。
ヒートはユーフラテス川の高地堆積平野の始まりであり、多くのタール温泉が存在する。今なお、古くから稼働しているノーリア（水車の一種）でも有名である。ノーリアは、特に川の水位が下がった際に、畑やヤシの木立の灌漑に重要な役割を果たしていた。オスマン帝国時代にすでに大きな被害を受けており、1920年代に放棄され急速に荒廃した。

## 歴史
古代からヒート周辺の地域は非常に肥沃で、農業に利用された。初期王朝時代には、シュメール人がこの地域でビチューメンの井戸を発見し、ジッグラトの建造に使用された。また、船舶のコーティング材として造船にも使用された。アッカド帝国時代に、アッカド王サルゴン（前2279年ごろ ～ 2334年ごろ）が多くのシュメール都市を征服して古代イラクを統一すると、彼は現在のヒート付近に都市を建設し、それを「バケツの都市」を意味するトゥトゥル（Tutul）と名付けられた。
この都市の名称として初めて知られた。都市の重要性はサルゴン自身によって証明され、神ダゴンがトゥトゥルとアムル人の首都マリを含む地域を彼に与えたと述べた。また、ナラム・シンの碑文にも、ダゴンから彼に遺贈された都市の一つとしてトゥトゥルが記されている。ナラム・シン以降のアッカド王の権力は後退したため、前2120年頃に新たなシュメール王国が樹立された。この王国にはトゥトゥルも含まれ、前1950年頃まで存続した。
前1850年、ディヤーラ渓谷で誕生した都市国家エシュヌンナがトゥトゥルを支配下に置かれた。その後、バビロニアは当地域で勢力を拡大するが、その後アッシリアが引き継いだ。アッシリア王ティグラト・ピレセル1世（在位：前1114ごろ～1076年ごろ）はトゥトゥルをエル（Eru）と改名した。前11世紀のアラム人の勢力拡大期、彼らはしばらくエルに定住した後、イラク南部に移動した。前911年に新アッシリア帝国が建国されると、再びエルの支配権を再び確立した。トゥクルティ・ニヌルタ2世（紀元前891年ごろ ～ 884年ごろ）の楔形文字板には、この都市とそのビチューメンの井戸について記述されている。当時は、ビチューメンを意味するアトゥム（Atum）またはヒトゥム（Hitum）として知られていた。現代のヒートという名称は、ヒトゥムに由来する。ヒトゥムは前539年に滅亡するまで、新バビロニア帝国の一部であった。
古代ギリシャの歴史家ヘロドトスはこの都市をイス（Ἴς）と呼び、他のギリシャ人はイシオポリス (Isiopolis)と呼んだ。ユダヤ人の学者たちは、ヒートがキルの地に隣接していると考えた。パルティア帝国時代には、クテシフォンへの中継地点として栄えた。ローマ・ペルシア戦争では、幾度となく略奪を受け、363年のユリアヌス帝のペルシア遠征では、ローマ軍がヒートに駐屯し都市の大部分を破壊した。その後、ササン朝ペルシア王シャープール2世によって街が再建された。
イスラム教徒によるペルシア征服の一環として、636年にヒートはイスラーム教軍に征服された。守備隊は都市の周囲に堀を掘ったが、イスラーム教軍はそれを突破することに成功した。639年にイスラーム教軍の司令官アル＝ハリス・イブン・ヤズィード・アル＝アミリは、この都市初のモスクであるファルーク・モスクを建立し、その後ヒートは中世に繁栄した。イブン・ホーカルは人口の多さに言及し、ハムドゥッラー・ムスタウフィー・カズヴィーニーは30以上の村を属地として数えた。果物の産地として知られ、ナッツ、ナツメヤシ、オレンジ、ナスなどが名産品であった。しかし、近隣のビチューメン泉は強烈な悪臭を放ち、ヒートは住みにくい場所でなっていた。
2014年10月にISILによって占領されたが、2016年4月にイラク治安部隊による軍事攻勢を受けて奪還された。
ヒートの住民の大部分はサワトラ族である。

## 気候
ヒートは温暖な砂漠気候（ケッペンの気候区分BWh）であり、雨のほとんどは冬に降る。年間平均気温は21.9℃（71.4℉）で、年間降水量は約115mm（4.53inch）である。
| ヒートの気候                         | ヒートの気候 | ヒートの気候 | ヒートの気候 | ヒートの気候 | ヒートの気候 | ヒートの気候 | ヒートの気候 | ヒートの気候 | ヒートの気候 | ヒートの気候 | ヒートの気候 | ヒートの気候 | ヒートの気候  |
| 月                                   | 1月          | 2月          | 3月          | 4月          | 5月          | 6月          | 7月          | 8月          | 9月          | 10月         | 11月         | 12月         | 年            |
| ------------------------------------ | ------------ | ------------ | ------------ | ------------ | ------------ | ------------ | ------------ | ------------ | ------------ | ------------ | ------------ | ------------ | ------------- |
| 平均最高気温 °C （°F）               | 14.1 (57.4)  | 17.7 (63.9)  | 22.4 (72.3)  | 28.2 (82.8)  | 35.2 (95.4)  | 40.3 (104.5) | 42.8 (109)   | 42.7 (108.9) | 39.2 (102.6) | 32.5 (90.5)  | 23.5 (74.3)  | 16.2 (61.2)  | 29.57 (85.23) |
| 平均最低気温 °C （°F）               | 3.2 (37.8)   | 4.6 (40.3)   | 8.7 (47.7)   | 13.9 (57)    | 19.1 (66.4)  | 22.8 (73)    | 25.4 (77.7)  | 24.8 (76.6)  | 21.0 (69.8)  | 15.5 (59.9)  | 9.1 (48.4)   | 4.5 (40.1)   | 14.38 (57.89) |
| 降水量 mm （inch）                   | 15 (0.59)    | 18 (0.71)    | 20 (0.79)    | 27 (1.06)    | 1 (0.04)     | 0 (0)        | 0 (0)        | 0 (0)        | 0 (0)        | 3 (0.12)     | 14 (0.55)    | 17 (0.67)    | 115 (4.53)    |
| 出典：Climate-Data.org, Climate data |              |              |              |              |              |              |              |              |              |              |              |              |               |

## 観光
- ヒート城（アラビア語版）[8]
- タール温泉：ヒートには5つの天然タール温泉が存在する。
  - アイン・アル・ジャバル
  - アイン・アル・ハイ・アル・アスカリ
  - アイン・アル・マムーラ
  - アイン・アル・イトファイ
  - アイン・アル・ムスタシュファ
  - 古代からヒートの住民は、これらの温泉から採取されたタールをジッグラトや城壁の建設などの建築材料として利用し、造船にも使用された。タール泉は人気の観光地であり、人々は温かいお湯と自然治癒効果を求めて訪れる。これらの温泉は、ヒートへの観光客誘致・地域経済の活性化・文化や遺産への関心の醸成に貢献している。タール温泉は、地質学者や研究者の注目を集め、その性質や鉱物組成の研究が行われている。これらの研究により、タール層と温泉の性質に関する重要な発見が得られた。タール温泉は、建設、貿易、医療における歴史的利用を探る数多くの考古学的研究の対象となっていった。
- オールドマーケット：スパイス、野菜、肉、手工芸品など、地元の特産品を販売する伝統的な店が立ち並ぶ活気のあるエリアとなっている。
- モスク：ヒートには、古代イスラム建築を反映した歴史的なモスクがいくつか存在する。その中で最も有名なのはアル・ファルーク・モスクである。高さ25mのミナレットが存在しており、イスラム教が誕生する以前は監視塔として利用された。

## ギャラリー

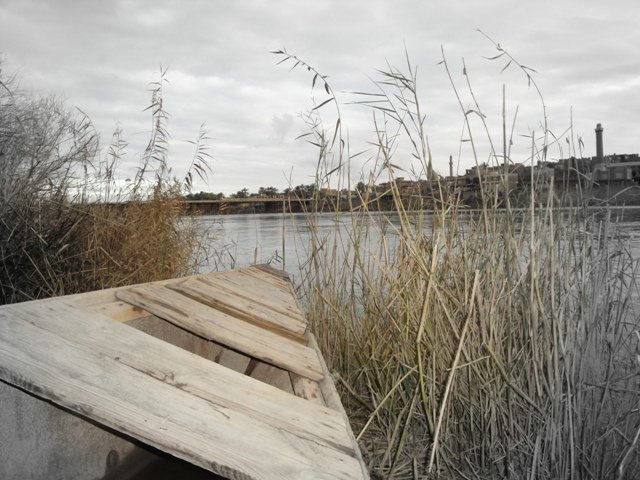
ヒート(2004年)
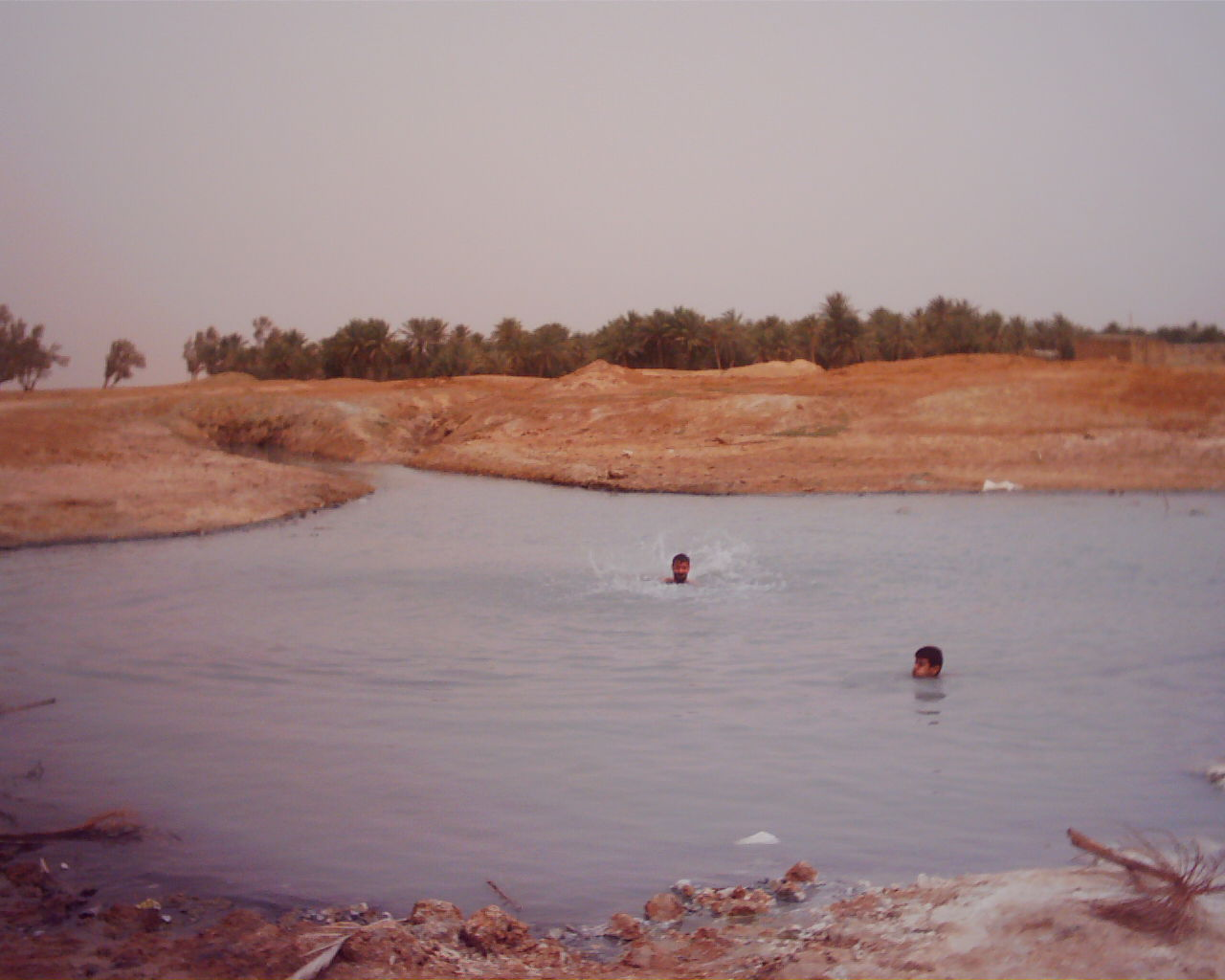
キューバのオアシス(2003年)
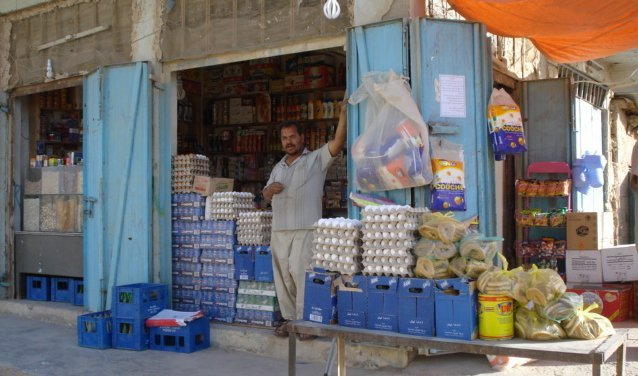
ヒートの商店(2008年)
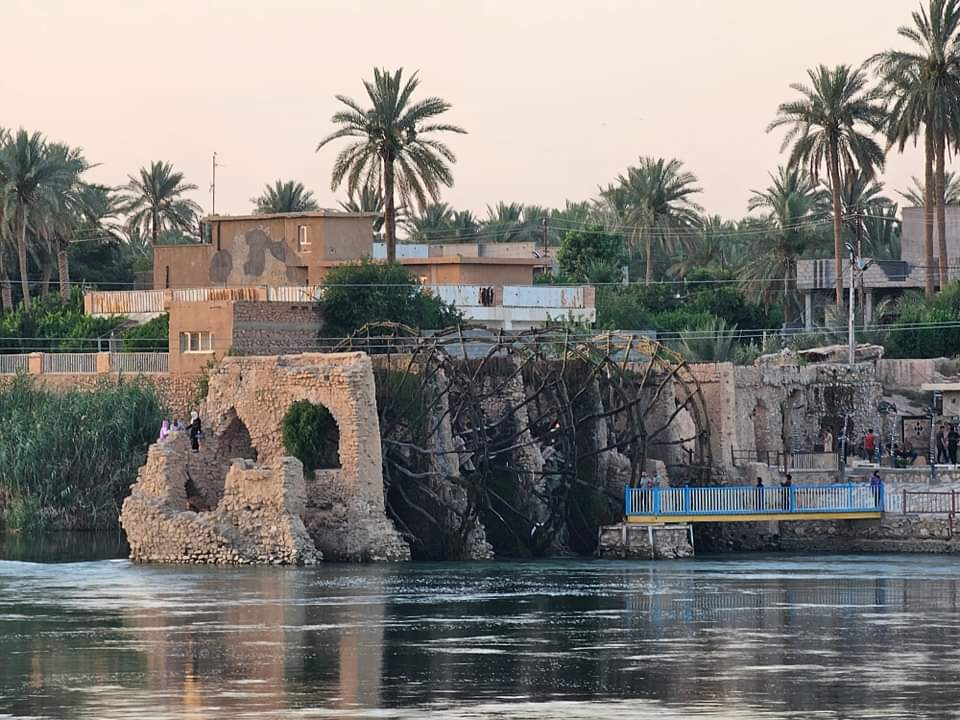
ヒートのノーリア(水車)
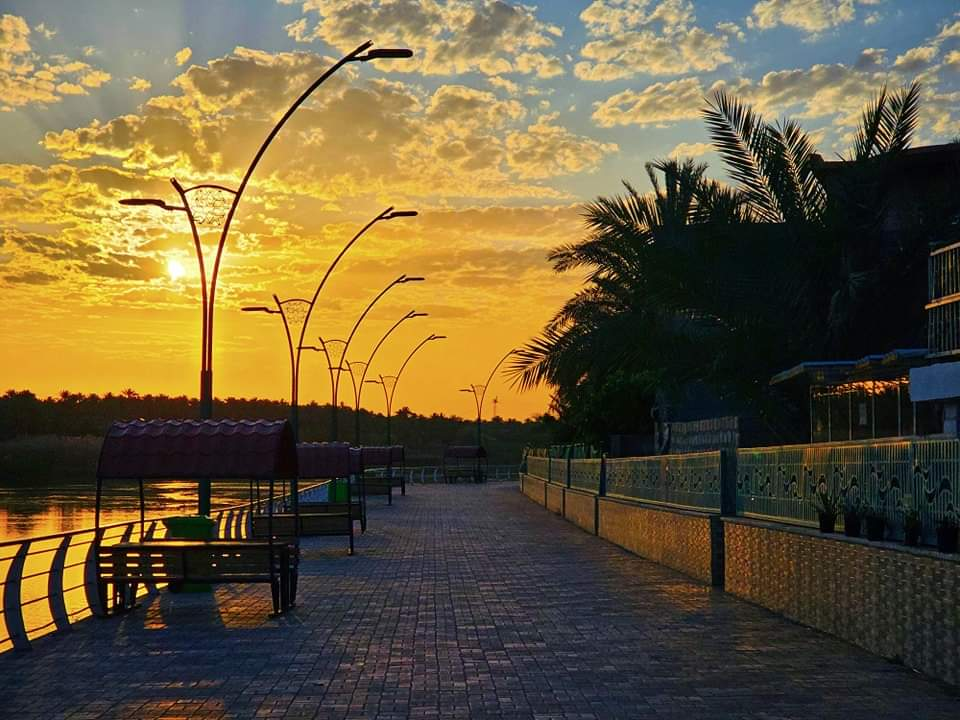
ヒート・コーニッシュ
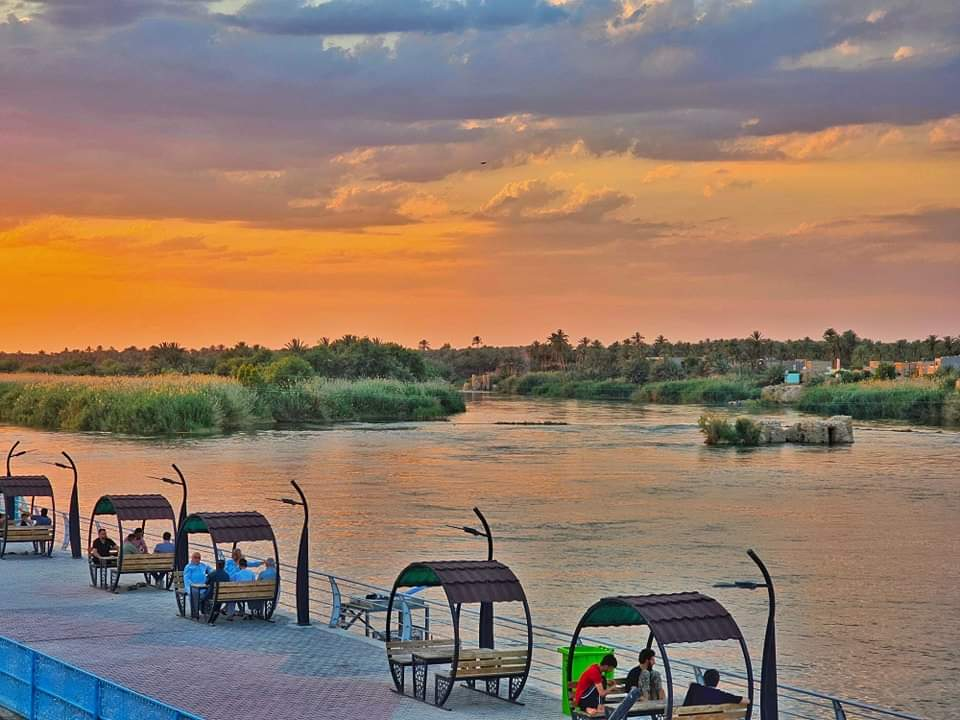
ユーフラテス川沿いのヒート・コーニッシュ
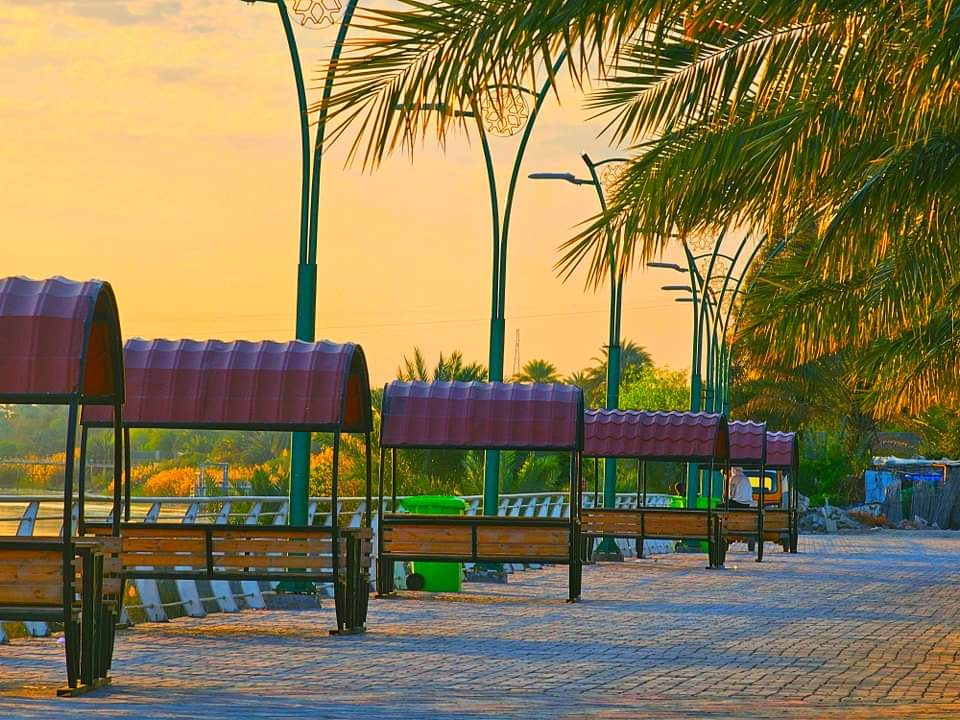